# Linyphia mimonti
Linyphia mimonti är en spindelart som beskrevs av Simon 1884. Linyphia mimonti ingår i släktet Linyphia och familjen täckvävarspindlar. Inga underarter finns listade i Catalogue of Life.